# Kent Kessler
Kent Kessler, (Crawfordsville, 1957. január 28. –) amerikai dzsesszbőgős.

## Pályafutása
Kessler Crawfordsville-ben született, de a massachusettsi Cape Coaston nőtt fel. Tízéves korában harsonán kezdett játszani. Tizenhárom éves volt, amikor családostul Chicagóba költöztek. Néhány évvel később érdeklődni kezdett a dzsessz iránt. A St. Mary Center for Learning High Schoolba járt, ahol basszusgitározást és dzsesszelmélet tanult.
1977-ben megalakította a Neutrino Orchestra-t Michael Zerang ütőhangszeressel, valamint Dan Scanlan és Norbert Funk gitárosokkal. 1980-1981 között három hónapot töltött Brazíliában, és közben a chicagói Roosevelt Universityre is járt. Ő és Michael Zerang megalakította a Musica Menta nevű együttest is, amely rendszeresen játszott a Link's Hallban.
Kessler az 1980-as években kezdett nagybőgőzni. 1985-ben csatlakozott az NRG Ensemble-hez, amellyel Európában turnézott. 1991-ben Zeranggal és Chris DeChiara gitárossal dolgozott. Kessler és Vandermark együtt dolgozott a Vandermark 5-ben, a DKV Trióban és a Steelwool Trióban. Az 1990-es években és azt követően Hamid Drake-kel, Fred Andersonnal és Joe McPhee-vel, valamint Peter Brötzmannal, Mats Gustafssonnal, Misha Mengelberggel és Luc Houtkamppal dolgozott. 2021-től időnként kísérte a chicagói country-zenei énekes-dalszerzőt, Jane Baxter Millert.

## Lemezek
- https://www.allaboutjazz.com/discography